# Episodi di Durarara!!
Questa è la lista degli episodi della serie anime Durarara!! e del suo sequel Durarara!!x2 entrambe dirette da Takahiro Omori, e prodotte rispettivamente dagli studi Brain's Base e Shuka. La serie è tratta dall'omonima serie di light novel scritte da Ryohgo Narita. La prima serie, andata in onda tra il 7 gennaio e il 24 giugno 2010, comprende 24 episodi più due episodi speciali, con un totale di 26, e adatta i primi 4 volumi delle ligh novel; la seconda serie è stata divisa in tre parti, Durarara!!x2 Shou, Durarara!!x2 Ten, e Durarara!!x2 Ketsu, ognuna composta da 12 episodi, e adattano i restanti volumi delle light novel. La prima serie e le prime due parti della seconda sono inedite in Italia, mentre la terza parte della seconda serie (Ketsu) è stata acquistata da Dynit e trasmessa in simulcast su VVVVID.
Gli eventi si svolgono nel quartiere Ikebukuro dove Ryugamine Mikado si trasferisce invitato dal suo amico di infanzia Kida Masaomi che subito lo avvisa di tenersi alla larga da alcuni loschi figuri che si aggirano nel quartiere: un uomo violento vestito da barista, un venditore di informazioni e una misteriosa gang che si fa chiamare "Dollars". Ma al suo arrivo in città Mikado si imbatterà in una Dullahan, una motociclista senza testa che guida con motore e fari spenti una grossa moto nera, che è considerato una leggenda urbana di cui tutti hanno il terrore, anche le gang di Ikebukuro.

## Durarara!!
| Nº   | Titolo italiano (traduzione letterale) Giapponese 「Kanji」 - Rōmaji   | In onda          | In onda |
| Nº   | Titolo italiano (traduzione letterale) Giapponese 「Kanji」 - Rōmaji   | Giapponese       |         |
| 1    | Prime parole 「開口一番」 - Kaikōichiban                               | 7 gennaio 2010   |         |
| 2    | Decisamente imprevedibile 「一虚一実」 - Ikkyoichijitsu                | 14 gennaio 2010  |         |
| 3    | Esuberanza 「跳梁跋扈」 - Chōryōbakko                                  | 21 gennaio 2010  |         |
| 4    | Con la tua sola ombra come conforto 「形影相弔」 - Keieiaitomura       | 28 gennaio 2010  |         |
| 5    | Dici vino e vendi aceto 「羊頭狗肉」 - Yōtōkuniku                      | 4 febbraio 2010  |         |
| 6    | Sempre di corsa 「東奔西走」 - Tōhonseisō                              | 11 febbraio 2010 |         |
| 7    | Il più forte uomo vivente 「国士無双」 - Kokushimusō                   | 18 febbraio 2010 |         |
| 8    | Un sogno effimero 「南柯之夢」 - Nanka no yume                         | 25 febbraio 2010 |         |
| 9    | Amore folle 「依依恋恋」 - Iirenren                                    | 4 marzo 2010     |         |
| 10   | La prima e probabilmente l'ultima 「空前絶後」 - Kūzen zetsugo         | 11 marzo 2010    |         |
| 11   | Sturm und drang 「疾風怒濤」 - Shippūdotō                              | 18 marzo 2010    |         |
| 12   | Essere e non essere allo stesso tempo 「有無相生」 - Umusōsei          | 25 marzo 2010    |         |
| 12.5 | La vendetta del Cielo 「天網恢恢」 - Tenmōkaikai                       | DVD Extra        |         |
| 13   | Svolta improvvisa 「急転直下」 - Kyūtenchokka                          | 8 aprile 2010    |         |
| 14   | Inquietudine diffusa 「物情騒然」 - Butsujyōsōzen                      | 15 aprile 2010   |         |
| 15   | Anche un idiota può darti un buon consiglio 「愚者一得」 - Gushaittoku | 22 aprile 2010   |         |
| 16   | Amore reciproco 「相思相愛」 - Sōshisōai                               | 29 aprile 2010   |         |
| 17   | Niente è per sempre 「有為転変」 - Uitenpen                            | 6 maggio 2010    |         |
| 18   | Una questione di vita e di morte 「死生有命」 - Shisei yūmei           | 13 maggio 2010   |         |
| 19   | Il cielo azzurro muore 「蒼天已死」 - Sōten sudeni shisu               | 20 maggio 2010   |         |
| 20   | Il cielo si colora di giallo 「黄天當立」 - Kōten masani tatsubeshi    | 27 maggio 2010   |         |
| 21   | Avvolto nella nebbia 「五里霧中」 - Gorimuchū                          | 3 giugno 2010    |         |
| 22   | Proclama di scioglimento 「解散宣言」 - Kaisan sengen                  | 10 giugno 2010   |         |
| 23   | Complicato e confuso 「千錯万綜」 - Sensakubansō                       | 17 giugno 2010   |         |
| 24   | Un altruistico senso di giustizia 「則天去私」 - Sokutenkyoshii        | 24 giugno 2010   |         |
| 25   | Pace nel mondo 「天下泰平」 - Tenkataihei                              | 25 agosto 2010   |         |

## Durarara!!x2
| Nº                                                            | Titolo italiano (traduzione letterale) Giapponese 「Kanji」 - Rōmaji                                              | In onda                       | In onda |
| Nº                                                            | Titolo italiano (traduzione letterale) Giapponese 「Kanji」 - Rōmaji                                              | Giapponese                    |         |
| Durarara!!x2 Shou (Durarara!!x2承?) (12 (+ 1 film) episodi)   | |                               |         |
| 1                                                             | L'esperienza vale più di mille parole 「百聞は一見に如かず」 - Hyakubun wa ikkeen ni shikazu                      | 10 gennaio 2015               |         |
| 2                                                             | L'armonia conduce alla nobiltà dello spirito 「和を以て尊して為す」 - Wa o motte toutoshite nasu                  | 17 gennaio 2015               |         |
| 3                                                             | Piove sempre sul bagnato 「泣き面に蜂」 - Nakitsuranihachi                                                        | 24 gennaio 2015               |         |
| 4                                                             | Quando sei a Roma, vivi come i romani 「人の踊るときは踊れ」 - Hito no odoru toki wa odore                        | 31 gennaio 2015               |         |
| 4.5                                                           | Il mio cuore è nell'affresco di una zuppa calda 「私の心は鍋模様」 - Watashi no kokoro wa nabe moyō               | Cinema Extra 30 maggio 2015   |         |
| 5                                                             | Nessuno sa cosa riservi il domani 「一寸先は闇」 - Issunsaki wa yami                                              | 7 febbraio 2015               |         |
| 6                                                             | Un corvo in una notte di buio pesto 「闇夜に烏」 - Yamiyonikarasu                                                 | 14 febbraio 2015              |         |
| 7                                                             | Mosca non crede alle lacrime 「モスクワは涙を信じない」 - Moscow wa namida o shinjinai                            | 21 febbraio 2015              |         |
| 8                                                             | Sfortunato al gioco, fortunato in amore 「色男、金と力はなかりけり」 - Iro otoko, kane to chikara wa nakari keri  | 28 febbraio 2015              |         |
| 9                                                             | C'è ancora tanta strada da fare 「日暮れて道遠し」 - Hi kurete michi tooshi                                       | 7 marzo 2015                  |         |
| 10                                                            | Tale padre, tale figlia 「この親にしてこの子あり」 - Kono oya ni shite kono ko ari                                | 14 marzo 2015                 |         |
| 11                                                            | È inutile piangere sul latte versato 「覆水盆に返らず」 - Fukusuibon ni kaerazu                                   | 21 marzo 2015                 |         |
| 12                                                            | L'esperienza fa l'uomo saggio 「艱難汝を玉にす」 - Kannannanji o tamanisu                                         | 28 marzo 2015                 |         |
| Durarara!!x2 Ten (Durarara!!x2 転?) (12 (+ 1 film) episodi)   | |                               |         |
| 13                                                            | Amate i vostri nemici 「汝の敵を愛せよ」 - Nanji no teki o aiseyo                                                 | 4 luglio 2015                 |         |
| 13.5                                                          | Il clop clop tu-tum dell'amore 「お惚気チャカポコ」 - Onoroke chakapoko                                           | Cinema Extra 14 novembre 2015 |         |
| 14                                                            | Un sogno svanito 「邯鄲の夢」 - Kantan no yume                                                                    | 11 luglio 2015                |         |
| 15                                                            | Dio li fa e poi li accoppia 「縁は異なもの、味なもの」 - En wa Inamono, Ajinamono                                 | 18 luglio 2015                |         |
| 16                                                            | Nessuna meraviglia dura più di tre giorni 「人の噂も七十五日」 - Hito no uwasa mo shichi juu go nichi             | 25 luglio 2015                |         |
| 17                                                            | Nel sonno e nella veglia 「寝ても覚めても」 - Nete mo samete mo                                                   | 1 agosto 2015                 |         |
| 18                                                            | Alla fortuna segue la tempesta 「花に嵐」 - Hana ni arashi                                                        | 8 agosto 2015                 |         |
| 19                                                            | Uccidi un gatto e sarai maledetto per sette generazioni 「猫を殺せば七代祟る」 - Neko wo koroseba nana dai tataru | 15 agosto 2015                |         |
| 20                                                            | Bocca di miele, cuore di fiele 「口に蜜, 心に針」 - Kuchi ni mitsu, kokoro ni hari                                | 22 agosto 2015                |         |
| 21                                                            | L'eloquente e il competente 「口八丁手八丁」 - Kuchi hatcho de hatcho                                             | 29 agosto 2015                |         |
| 22                                                            | La fortuna aiuta i matti 「愚か者に福あり」 - Oroka mono ni fukuari                                               | 12 settembre 2015             |         |
| 23                                                            | Fatti della stessa pasta 「同じ穴の狢」 - Onaji ana no mujina                                                     | 19 settembre 2015             |         |
| 24                                                            | Ci vuole un ladro per prendere un ladro 「蛇の道は蛇」 - Jya no michi wa hebi                                     | 26 settembre 2015             |         |
| Durarara!!x2 Ketsu (Durarara!!x2 結?) (12 (+ 1 film) episodi) | |                               |         |
| 25                                                            | Ogni incontro è scritto nel destino 「袖すりあうも多生の縁」 - Sode Suriau mo Tashō no En                         | 9 gennaio 2016                |         |
| 26                                                            | Una campanella al collo del gatto 「猫の首に鈴」 - Neko no Kubi ni Suzu                                           | 16 gennaio 2016               |         |
| 27                                                            | Nemici sulla stessa barca 「同舟相救う」 - Doushuuai Sukuu                                                        | 23 gennaio 2016               |         |
| 28                                                            | Il sangue non è acqua 「血は水よりも濃し」 - Chi wa Mizu yori mo Koshi                                            | 30 gennaio 2016               |         |
| 29                                                            | Persa nell'oscurità 「闇に惑う」 - Yami ni Madou                                                                  | 6 febbraio 2016               |         |
| 30                                                            | Quando si è in ballo si deve ballare 「乗りかかった舟」 - Norikakatta Fune                                        | 13 febbraio 2016              |         |
| 31                                                            | Come cane e gatto 「犬猿もたたならず」 - Ken'en mo Tatanarazu                                                     | 20 febbraio 2016              |         |
| 32                                                            | Quando muore una tigre, ne rimane la pelliccia 「虎は死してを皮を残す」 - Tora wa Shi shite Kawa no Nokosu        | 27 febbraio 2016              |         |
| 33                                                            | Sul ghiaccio sottile 「薄氷を踏む」 - Hakuhyō wo Fumu                                                             | 5 marzo 2016                  |         |
| 34                                                            | Tacita comprensione 「以心伝心」 - Ishin Denshin                                                                  | 12 marzo 2016                 |         |
| 35                                                            | Nessuno sa dove porti la vita 「水の流れと人行末」 - Mizu no Nagare to Hito Gyōmatsu                              | 19 marzo 2016                 |         |
| 36                                                            | Un incontro è l'inizio di un addio 「会うは別れの始め」 - Au wa Wakare no Hajime                                  | 26 marzo 2016                 |         |
| 19.5                                                          | Dufufufu!! 「デュフフフ!!」 - Dufufufu!!                                                                          | Cinema Extra 21 maggio 2016   |         |